# El Copey
El Copey est une municipalité située dans le département de Cesar, en Colombie.

## Démographie
Selon une étude de 2005, El Copey recenserait 24 368 habitants sur une superficie de 968,1 km². La densité y est de 25 habitants/km²/